# Palazzo Barucci
Palazzo Barucci si trova in via dell'Acqua 2, angolo via della Vigna Vecchia, a Firenze.

## Storia e descrizione
In quest'area sono documentate nel Trecento proprietà dei Barucci, che possedettero questo palazzo fino al 1547, anno nel quale passò alla famiglia Filipepi.
Si tratta di un grande edificio che attualmente si presenta con un fronte sviluppato su quattro piani per cinque assi, di disegno riferibile a modelli propri dell'architettura fiorentina tra tardo Quattrocento e Cinquecento. Gli archi dei fornici e le cornici delle finestre appaiono tuttavia realizzati in malta di cemento, per quanto a imitazione di conci di pietra, a documentare un intervento di ripristino e riconfigurazione del disegno della facciata otto/novecentesco.
Dell'antica fondazione e storia della fabbrica documentano, oltre alla parte inferiore della cantonata in pietra forte, soprattutto quanto riportato in luce a seguito di un recente intervento di restauro sul fianco di via della Vigna Vecchia, con una successione di tre grandi fornici che, senza soluzione di continuità, proseguono sul fronte dell'edificio segnato col n. 14.